# Волынская епархия ПЦУ
Волынская епархия Православной церкви Украины (укр. Волинська єпархія Православної Церкви України) — епархия Православной церкви Украины, до 2019 года — Украинской православной церкви Киевского патриархата в административных границах Волынской области.

## История
В 1992 году начались массовые переходы священников и мирян под протекторат неканонического Киевского Патриархата. 25 июля Волынская облгосадминистрация передала Луцкий Троицкий кафедральный собор, здания епархиального управления и семинарии представителям Киевского патриархата. 13 ноября зарегистрировано Волынскую духовную семинарию УПЦ КП.
Епископ УПЦ (МП) Нифонт (Солодуха) вспоминал это так: «Филаретовцы захватывали храмы брутально — побоями. Два священника умерли, многим попереламывали руки, выбивали пальцы, зубы, травмировали людей железными палками по голове, многие тогда попадали в реанимацию. Это было страшно. Но люди как исповедники хранили единство Православной Церкви и веры. Осенью 1992 года и Покровскую церковь опечатали. Мы молились на улице, но люди не отступали. Было время, когда мы молились во дворе храма, оцепленные милицией, а вокруг забора была толпа разъяренная, которая все время скандировала: „Нифонта четвертовать, Нифонта четвертовать!“, „Вон московских попов, вон московских попов!“»
По состоянию на 2015 год епархия насчитывала 328 приходов, объединенных в 22 благочиния, 5 монастырей, 2 скита, богословскую академию и 2 братства.

## Управляющие епархией
- Спиридон (Бабский) (1992)
- Серафим (Верзун) (1992 — 11 ноября 1993)
- Иоанн (Боднарчук) (11 ноября 1993 — 9 ноября 1994[4])
- Иаков (Панчук), (12 января 1995 — 16 марта 2004)[5]
- Михаил (Зинкевич) (с 18 мая 2004)